# Diócesis de Funing
La diócesis de Funing o de Xiapu (en latín: Dioecesis Funimensis y en chino: 天主教福宁教区) es una circunscripción eclesiástica de la Iglesia católica en China. Se trata de una diócesis latina, sufragánea de la arquidiócesis de Fuzhou. Desde el 14 de mayo de 2006 su obispo oficial es Vincent Zhan Silu, aunque para el Anuario Pontificio es sede vacante desde el 13 de junio de 1946. La Asociación Patriótica Católica China la renombró diócesis de Mindong en año desconocido, sin asentimiento de la Santa Sede.

## Territorio y organización
La diócesis tiene 10 000 km² y extiende su jurisdicción sobre los fieles católicos de rito latino residentes en la ciudad prefectura de Ningde (o Mindong) en la provincia de Fujian.
La sede de la diócesis se encuentra en la ciudad de Fu'an en el condado de Xiapu, en donde se halla la Catedral de Nuestra Señora del Rosario. En Ningde se halla la excatedral de San Pedro y San Pablo.
Para 1948 en la diócesis no se informó el número de parroquias.

## Historia
El vicariato apostólico de Funing (Xiapu) fue erigido el 27 de diciembre de 1923 con el breve Ad maiorem del papa Pío XI, obteniendo el territorio del vicariato apostólico de Fo-kien Septentrional (hoy arquidiócesis de Fuzhou).
El 11 de abril de 1946 el vicariato apostólico fue elevado a diócesis con la bula Quotidie Nos del papa Pío XII.
En 1949 el Partido Comunista de China capturó Fujian, se impuso en la guerra civil y proclamó la República Popular China el 1 de octubre de 1949. El 4 de septiembre de 1951 China comunista expulsó al nuncio apostólico Antonio Riberi y la Santa Sede continuó reconociendo a la República de China en Taiwán como el legítimo gobierno chino. Todos los misioneros extranjeros fueron expulsados de China comunista en 1952, y los sacerdotes chinos locales debieron continuar administrando los asuntos de la diócesis.
La Asociación Patriótica Católica China fue creada con el apoyo de la Oficina de Asuntos Religiosos de la República Popular de China en 1957, con el objetivo de controlar las actividades de los católicos en China. Su nombre público es Iglesia católica china y es referida como la "Iglesia oficial" en contraposición a la "Iglesia subterránea" o "Iglesia clandestina" leal a la Santa Sede.
En el período de 1966 a 1976 la Revolución Cultural se ensañó especialmente contra la religión, destruyéndose numerosas iglesias y cesaron todas las actividades religiosas en la diócesis. A principios de la década de 1980 la diócesis reanudó sus operaciones.
La Asociación Patriótica Católica China ha fusionado las 6 diócesis de la provincia de Fujian en tres nuevos distritos eclesiásticos: la diócesis de Funing ahora se conoce con el nombre de Mindong.
El 22 de septiembre de 2018 se firmó en Pekín el Acuerdo provisional entre la Santa Sede y la República Popular de China sobre el nombramiento de los obispos. El 22 de octubre de 2020 el acuerdo fue prorrogado por otros dos años y en octubre de 2022 por otros dos años más.
Tras el acuerdo de 2018 entre la Santa Sede y la República Popular China sobre el nombramiento de obispos, se llegó a un compromiso para la delicada situación de los dos obispos "opuestos" de la diócesis de Mindong: el obispo "clandestino" Vincenzo Guo Xijin que aceptó ser obispo auxiliar, mientras que la dirección de la diócesis fue confiada legítimamente al obispo Vincenzo Zhan Silu, que volvió a la plena comunión con la Santa Sede. La comunicación de la Santa Sede sobre las tareas pastorales para la diócesis de Funing/Mindong fue recibida por los interesados el 12 de diciembre de 2018 en Beijing en el marco de una celebración eclesial.
Debido a la situación particular de la Iglesia católica en China, la Santa Sede no nombra obispos para las diócesis chinas, que son sedes oficialmente vacantes incluso en presencia de obispos reconocidos por Roma.

## Estadísticas
Según el Anuario Pontificio 2002 la diócesis tenía a fines de 1948 un total de 26 783 fieles bautizados.
| Año                                                                             | Población            | Población | Población      | Sacerdotes | Sacerdotes    | Sacerdotes    | Bautizados por sacerdote | Diáconos permanentes | Religiosos | Religiosos | Parroquias |
| Año                                                                             | Bautizados católicos | Total     | % de católicos | Total      | Clero secular | Clero regular | Bautizados por sacerdote | Diáconos permanentes | Varones    | Mujeres    | Parroquias |
| ------------------------------------------------------------------------------- | -------------------- | --------- | -------------- | ---------- | ------------- | ------------- | ------------------------ | -------------------- | ---------- | ---------- | ---------- |
| 1948                                                                            | 26 783               | 1 000     | 2.7            | 32         | 17            | 15            | 836                      |                      |            | 25         |            |
| Fuente: Catholic-Hierarchy, que a su vez toma los datos del Anuario Pontificio. |                      |           |                |            |               |               |                          |                      |            |            |            |

El 25 de agosto de 2005, tras la muerte del obispo clandestino James Xie Shiguang, consagrado en 1984, la diócesis contaba con 75 000 bautizados, alrededor de 30 sacerdotes y 50 monjas pertenecientes a dos congregaciones.
Según una nota de prensa de la Agenzia Fides, en ocasión de la muerte del obispo Ignatius Huang Shou-Cheng, en 2016 la diócesis contaba circa 90 000 católicos con unos 60 sacerdotes, 200 monjas y 300 vírgenes consagradas.

## Episcopologio
- Theodore Labrador Fraile, O.P. † (18 de mayo de 1926-13 de junio de 1946 nombrado arzobispo de Fuzhou)
  - Sede vacante
  - Thomas Niu Hui-Qing † (1948-28 de febrero de 1973 falleció) (administrador apostólico)
  - James Xie Shi-guang † (25 de enero de 1984 ordenado-25 de agosto de 2005 falleció) (obispo clandestino)
  - Peter Zhang Shi-zhi † (30 de noviembre de 1986 ordenado-5 de agosto de 2005 falleció) (obispo oficial)
  - Ignatius Huang Shou-Cheng † (25 de agosto de 2005 por sucesión-30 de julio de 2016 falleció) (obispo clandestino)
  - Vincent Zhan Silu, desde el 14 de mayo de 2006 (obispo oficial)
  - Vincent Guo Xijin (30 de julio de 2016 por sucesión-12 de diciembre de 2018 nombrado obispo auxiliar) (obispo clandestino)